# Hagnau am Bodensee
Hagnau am Bodensee est une commune de Bade-Wurtemberg (Allemagne), située dans l'arrondissement du Lac de Constance, dans la région Bodensee-Oberschwaben, dans le district de Tübingen.

## Géographie

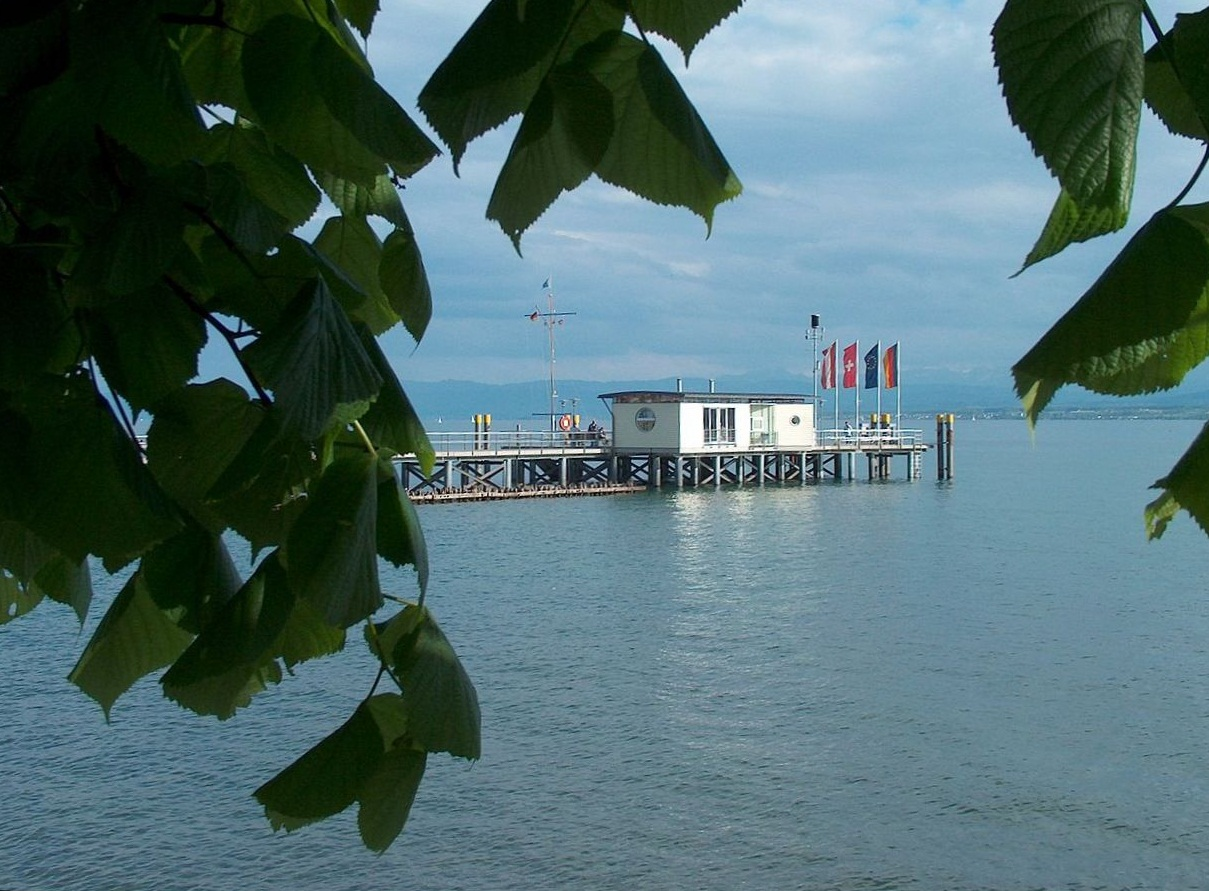
Embarcadère pour les bateaux du lac de Constance à Hagnau.